# Alaa Thabet
Alaa Thabet (Cairo, 12 de dezembro de 1965) é um jornalista egípcio e atualmente é editora-chefe do jornal Al-Ahram e membro do conselho de diretores da Fundação Al-Ahram.

## Vida acadêmica
Ele se formou na Faculdade de Economia e Ciência Política da Universidade do Cairo em 1992. Ele recebeu o Diploma de Estudos Avançados nos Estados Unidos em 2006 em jornalismo e administração editorial. E participou de várias conferências importantes em todo o mundo, incluindo Canadá, Turquia, EUA, Japão, Emirados Árabes Unidos e outros países. 

## Sua carreira
Depois de se formar, trabalhou como jornalista no jornal Al-Nour em 1988. Ele foi jornalista do jornal Al-Watan no Cairo em 1989. Ele era jornalista da agência do Cairo em 1990. Foi jornalista e correspondente de educação do jornal do Golfo do Kuwait e Al-Qabas em 1991. Foi jornalista em 1991 e foi participante do relatório estratégico da Al-Ahram por muitos anos, folhetos estratégicos da Al-Ahram, chefe do departamento de educação e supervisor do correio dos leitores no jornal Al-Ahram Evening, em 1994, Al -Ahram Evening em 2004, e editor-chefe adjunto da Al-Ahram Evening em 2007. Foi editor-chefe da Al-Ahram Evening no período de abril de 2011 a agosto de 2012 e de 28 de junho de 2014 a 31 de maio de 2017. 

## Suas obras
Ele contribuiu com muitas contribuições para a escrita de crianças apresentadas à Televisão egípcia ao longo dos anos, incluindo sua participação na redação de uma série de roteiros de histórias dos profetas no Alcorão, e dirigida pelo Dr. Zeinab Zamzam, abordou muitos aspectos da humanidade nas vidas. de profetas e mensageiros, e apresentou um modelo diferente para lidar com as relações humanas estabelecidas por Maomé, uma série de filmes que levaram ao prêmio do Festival de Rádio e Televisão do Cairo, três prêmios internacionais da Índia, o Beijing Festival Award e o Interfaith Dialogue Centro no Texas. Na continuação do sucesso da primeira série, uma nova série intitulada "Missionários no Paraíso" e as posições de Abacar, Omar, Otomão, Ali, Sade ibne Abi Uacas. e outros, simplificando e aprofundando as necessidades das crianças. 
Ele terminou de escrever roteiro para o filme de animação "Profeta da Misericórdia" em 2015, que não via a luz por razões produtivas. O filme trata do aspecto humano na vida de Maomé, no âmbito dos esforços para corrigir conceitos errôneos sobre Maomé em particular e a religião islâmica em geral, e aborda as mentes de adultos e crianças.
Ele publicou várias publicações, incluindo o livro "Ensino Superior no Egito"  no qual analisou as políticas do ensino superior no Egito e colocou suas experiências no campo da educação que foram honradas a esse respeito por mais de uma, incluindo a  Universidade Ain Shams, em 1997, por sua atividade na causa da alfabetização. Além de vários livros publicados pelo Centro de Estudos Políticos e Estratégicos em Al-Ahram, incluindo o livro " Ministério do Ensino Superior ", que faz parte da série de exames sobre o desenvolvimento institucional e funcional dos ministérios egípcios, onde o livro examina o dilema de como criar uma centralização flexível que permita responder às variáveis da sociedade civil e interagir positivamente com variáveis externas ao mesmo tempo, permitindo que suas funções centrais sejam construídas como uma sociedade caracterizada por escassez de recursos, baixo consumo e pobreza. O objetivo desta série é abrir um amplo diálogo entre as forças da sociedade, a fim de estabelecer um mecanismo correto para a formulação de políticas públicas no Egito.  